# Carlo Giuseppe Cecchini
Carlo Giuseppe Cecchini (Bagni di Lucca, 13 dicembre 1853 – Taranto, 17 dicembre 1916) è stato un arcivescovo cattolico italiano.

## Biografia
Nato a Bagni di Lucca, giovanissimo emigrò in Dalmazia, dove fu ordinato sacerdote nel 1876 per l'Ordine dei frati predicatori.
Governò diverse "case" dell'Ordine. Mentre era rettore ad Ancona, conobbe a Napoli Bartolo Longo, con il quale collaborò nel santuario della Beata Vergine del Rosario di Pompei.
Il 27 settembre 1898 divenne superiore della costituenda comunità domenicana in un convento nell'ambito del santuario.
Dopo sette anni di lavoro in Valle di Pompei quale rettore della basilica, venne nominato vescovo titolare di Alicarnasso affinché potesse svolgere il ruolo di arciprete mitrato delle regie chiese palatine di Altamura e Acquaviva delle Fonti. La cerimonia della ordinazione episcopale avvenne nella basilica di Pompei, il 25 febbraio 1904.
Fece giungere ad Altamura la veggente francese Mélanie Calvat che trovò rifugio nella cittadina murgiana, dove non aveva rivelato a nessuno la sua vera identità. Per gli altamurani, lei era solo un'anziana signora francese che andava a messa tutte le mattine in cattedrale. 
La donna morì il 14 dicembre 1904 e ne celebrò le esequie nella cattedrale.
Per un anno dal 1906 al 1907 fu amministratore apostolico sede vacante di Gravina.
Nel 1910 divenne arcivescovo di Taranto.
Morì a Taranto il 17 dicembre 1916 a seguito di una polmonite.
Le sue spoglie sono conservate nella cripta del duomo di San Cataldo a Taranto.

## Genealogia episcopale
La genealogia episcopale è:
- Cardinale Scipione Rebiba
- Cardinale Giulio Antonio Santori
- Cardinale Girolamo Bernerio, O.P.
- Arcivescovo Galeazzo Sanvitale
- Cardinale Ludovico Ludovisi
- Cardinale Luigi Caetani
- Cardinale Ulderico Carpegna
- Cardinale Paluzzo Paluzzi Altieri degli Albertoni
- Papa Benedetto XIII
- Papa Benedetto XIV
- Papa Clemente XIII
- Cardinale Marcantonio Colonna
- Cardinale Giacinto Sigismondo Gerdil, B.
- Cardinale Giulio Maria della Somaglia
- Cardinale Carlo Odescalchi
- Cardinale Costantino Patrizi Naro
- Cardinale Serafino Vannutelli
- Arcivescovo Mattias Dvornik
- Vescovo Jordan Zaninović, O.P.
- Arcivescovo Carlo Giuseppe Cecchini